# Криволинейный интеграл
Криволинейный интеграл — интеграл, вычисляемый вдоль какой-либо кривой. Понятие криволинейного интеграла ввёл в 1743 году Алекси Клод Клеро.
Различают криволинейный интеграл 
- первого рода, в котором скалярная функция умножается на бесконечно малую длину области кривой
- второго рода — где вектор-функция скалярно умножается на бесконечно малый вектор, лежащий вдоль кривой, которая наделена направлением.

## Определение

### Начальные условия

#### Кривая
Пусть {\displaystyle l} — гладкая (непрерывно дифференцируемая), без особых точек и самопересечений кривая (допускается одно самопересечение — случай замкнутой кривой), заданная параметрически:
{\displaystyle l\colon ~\mathbf {r} (t),}
где r — радиус-вектор, конец которого описывает кривую, а параметр t направлен от какого-то начального значения a к конечному значению b. Для интеграла второго рода направление, в котором движется параметр, определяет само направление кривой {\displaystyle l.} При этом не играет роли, что больше — b или a.

#### Интегрируемая функция
Пусть дана скалярная или векторная функция, от которой рассматривается интеграл вдоль кривой {\displaystyle l\colon } {\displaystyle f(\mathbf {r} )} или {\displaystyle \mathbf {f} (\mathbf {r} ).}

### Разбиение

#### Разбиение отрезка параметризации
- Пусть дано разбиение отрезка {\displaystyle [a,b]} (или {\displaystyle [b,a]}) то есть множество {\displaystyle \{t_{k}\}_{k=0}^{n}=\{t_{0},~...,t_{n}\},} где:
  - {\displaystyle a=t_{0}<\ldots <t_{n}=b,} если {\displaystyle a<b;}
  - или {\displaystyle a={{t}_{0}}>\ldots >{{t}_{n}}=b,} если {\displaystyle a>b.}

- Мелкостью этого разбиения называется число {\displaystyle \max _{k={\overline {1,n}}}\{|t_{k}-t_{k-1}|\},} обозначающее максимальное возможное из расстояний между всеми соседними значениями этого разбиения.

- Введём набор промежуточных точек разбиения — точек {\displaystyle \xi _{k},} каждая из которых лежит между {\displaystyle t_{k-1}} и {\displaystyle t_{k}} ({\displaystyle k={\overline {1,n}}}).

#### Разбиение кривой
- Зададим разбиение кривой {\displaystyle \{\mathbf {r} (t_{k})\}_{k=0}^{n},} которое соответствует разбиению {\displaystyle \{t_{k}\}_{k=0}^{n}} отрезка параметризации.

- За {\displaystyle l_{k}} обозначим часть кривой {\displaystyle \mathbf {r} (t)} от значения параметра {\displaystyle t=t_{k-1}} до значения {\displaystyle t=t_{k},} где {\displaystyle k={\overline {1,n}}.}

- Зададим набор промежуточных точек разбиения кривой — точек {\displaystyle \mathbf {r} (\xi _{k}),} каждая из которых лежит на {\displaystyle l_{k}} ({\displaystyle k={\overline {1,n}}}).

### Интегральные суммы
Ниже для определения интегральных сумм используются промежуточные точки {\displaystyle \mathbf {r} (\xi _{k}),} разбиение {\displaystyle \{t_{k}\}_{k=0}^{n}} и участки {\displaystyle l_{k}} кривой {\displaystyle l.} Рассмотрим две интегральные суммы:
- интегральную сумму для интеграла первого рода:
{\displaystyle \sum \limits _{k=1}^{n}f{\big (}\mathbf {r} (\xi _{k}){\big )}\cdot |l_{k}|,} где |lk| — длина участка lk;

- интегральную сумму для интеграла второго рода:
{\displaystyle \sum \limits _{k=1}^{n}\mathbf {f} {\big (}\mathbf {r} (\xi _{k}){\big )}\cdot {\big (}\mathbf {r} (t_{k})-\mathbf {r} (t_{k-1}){\big )},}

где вектор-функция f скалярно умножается на приращение r(tk) − r(tk−1).

### Криволинейный интеграл
Если в интегральных суммах n неограниченно увеличить так, чтобы мелкость стремилась к нулю, то в пределе получится криволинейный интеграл от функции {\displaystyle f} ({\displaystyle \mathbf {f} }) по кривой {\displaystyle l.} Если этот предел действительно существует, то говорят, что функция {\displaystyle f} ({\displaystyle \mathbf {f} }) интегрируема по кривой {\displaystyle l.} Тогда интегралы первого и второго рода обозначаются:
{\displaystyle \int _{l}{f(\mathbf {r} )|\mathbf {dr} |},\quad \int _{l}\mathbf {f(r)\cdot dr} ,}
где dr — вектор-дифференциал вдоль кривой. В случае с интегралом второго рода важно направление кривой: от этого зависит направление самого дифференциала dr.
Если кривая {\displaystyle l} замкнута (начало совпадает с концом), то вместо значка {\displaystyle \textstyle \int } принято писать {\displaystyle \textstyle \oint .}

## Криволинейный интеграл первого рода

### Свойства
1. Линейность:
{\displaystyle \int _{l}(\alpha f(\mathbf {r} )+\beta g(\mathbf {r} ))\cdot \mathbf {|dr|} =\alpha \int _{l}f\mathbf {|dr|} +\beta \int _{l}g\mathbf {|dr|} .}
2. Аддитивность: если {\displaystyle l_{1}} и {\displaystyle l_{2}} пересекаются в одной точке, то
{\displaystyle \int _{l_{1}\cup l_{2}}f\mathbf {|dr|} =\int _{l_{1}}f\mathbf {|dr|} +\int _{l_{2}}f\mathbf {|dr|} .}
3. Монотонность: если {\displaystyle f\leqslant g} на {\displaystyle l}, то
{\displaystyle \int _{l}f\mathbf {|dr|} \leqslant \int _{l}g\mathbf {|dr|} .}
4. Теорема о среднем: при непрерывности функции {\displaystyle f} на {\displaystyle l} для интеграла {\displaystyle \textstyle \int _{l}f\mathbf {|dr|} } возможно подобрать такую точку {\displaystyle \xi \in l,} что
{\displaystyle \int _{l}f\mathbf {(r)|dr|} =\int _{l}f(\xi )\mathbf {|dr|} ,} или, что то же самое, {\displaystyle \int _{l}f\mathbf {(r)|dr|} =f(\xi )\cdot |l|.}
5. Изменение направления обхода кривой интегрирования не влияет на знак интеграла:
{\displaystyle \int _{AB}f\cdot |\mathbf {dr} |=\int _{BA}f\cdot |{-}\mathbf {dr} |=\int _{BA}f\cdot |\mathbf {dr} |.}
6. Криволинейный интеграл первого рода не зависит от параметризации кривой.

### Вычисление
Пусть {\displaystyle l} — гладкая, спрямляемая (конечной длины) кривая, заданная параметрически (как в определении). Пусть функция {\displaystyle f(\mathbf {r} )} определена и интегрируема вдоль кривой {\displaystyle l.} Тогда в общем случае
{\displaystyle \int _{l}{f(\mathbf {r} )|\mathbf {dr} |}=\int _{a}^{b}f(\mathbf {r} )\cdot |\mathbf {\dot {r}} (t)dt|=\int _{b}^{a}f(\mathbf {r} )\cdot |\mathbf {\dot {r}} (t)dt|,}
или, если раскрыть модуль дифференциала dt,
{\displaystyle \int _{l}{f(\mathbf {r} )|\mathbf {dr} |}={\begin{cases}\int \limits _{a}^{b}f(\mathbf {r} )\cdot |\mathbf {\dot {r}} (t)|dt=\int \limits _{b}^{a}f(\mathbf {r} )\cdot |\mathbf {\dot {r}} (t)|(-dt),&{\text{если}}~a<b,\\\int \limits _{a}^{b}f(\mathbf {r} )\cdot |\mathbf {\dot {r}} (t)|(-dt)=\int \limits _{b}^{a}f(\mathbf {r} )\cdot |\mathbf {\dot {r}} (t)|dt,&{\text{если}}~a>b.\end{cases}}}
где точкой обозначена производная по t.

## Криволинейный интеграл второго рода

### Свойства
1. Линейность:
{\displaystyle \int _{l}(\alpha \mathbf {f} +\beta \mathbf {g} )\cdot \mathbf {dr} =\alpha \int _{l}\mathbf {f\cdot dr} +\beta \int _{l}\mathbf {g\cdot dr} .}
2. Аддитивность:
{\displaystyle \int _{AB}\mathbf {f\cdot dr} +\int _{BC}\mathbf {f\cdot dr} =\int _{ABC}\mathbf {f\cdot dr} .}
3. {\displaystyle \int _{BA}\mathbf {f\cdot dr} =\int _{AB}\mathbf {f} \cdot (-\mathbf {dr} )=-\int _{AB}\mathbf {f\cdot dr} .}
Замечание. Для криволинейных интегралов второго рода несправедливы свойство монотонности, оценка модуля и теорема о среднем.

### Вычисление
Пусть AB — гладкая кривая, заданная параметрически (как в определении) и наделённая направлением от A до B. Пусть функция {\displaystyle \mathbf {f} } определена и интегрируема вдоль кривой {\displaystyle l.} Тогда
{\displaystyle \int _{AB}\mathbf {f(r)\cdot dr} =\int _{a}^{b}\mathbf {f(r)\cdot {\dot {r}}} (t)dt,}
а при изменении обхода кривой:
{\displaystyle \int _{BA}\mathbf {f(r)\cdot dr} =\int _{b}^{a}\mathbf {f(r)\cdot {\dot {r}}} (t)dt=-\int _{a}^{b}\mathbf {f(r)\cdot {\dot {r}}} (t)dt.}

## Взаимосвязь криволинейных интегралов
Если обозначить за {\displaystyle {\vec {\tau }}} единичный вектор касательной к кривой {\displaystyle l,} который имеет то же направление, в каком параметризирована сама кривая, то взаимосвязь между криволинейными интегралами такова:
{\displaystyle \mathbf {\color {Green}dr} ={\vec {\tau }}\mathbf {\color {Green}|dr|} .}
В терминах самих интегралов это выглядит так:
{\displaystyle \int _{l}\mathbf {f\cdot \color {Green}dr} =\int _{l}\mathbf {(f\cdot {\vec {\tau }})\color {Green}|dr|} ,}
где {\displaystyle l} — гладкая, спрямляемая кривая, наделённая направлением, а вектор-функция {\displaystyle \mathbf {f} } интегрируема на ней.

### Трёхмерноеевклидово пространство
В трёхмерном евклидовом пространстве дифференциалы координат вектора, направленного вдоль направленной кривой, выражаются через направляющие косинусы, если воспользоваться определением скалярного произведения:
{\displaystyle dx=\cos \angle ({\vec {i}},{\vec {\tau }})|\mathbf {dr} |;}
{\displaystyle dy=\cos \angle ({\vec {j}},{\vec {\tau }})|\mathbf {dr} |;}
{\displaystyle dz=\cos \angle ({\vec {k}},{\vec {\tau }})|\mathbf {dr} |.}
Тогда, раскладывая скалярное произведение в {\displaystyle \textstyle \int _{l}\mathbf {f\cdot \color {Green}dr} =\int _{l}\mathbf {(f\cdot {\vec {\tau }})\color {Green}|dr|} } по координатам, взаимосвязь криволинейных интегралов можно выразить так:
{\displaystyle \int _{l}f_{x}(x,y,z)dx=\int _{l}f_{x}(x,y,z)\cos \angle ({\vec {i}},{\vec {\tau }})|\mathbf {dr} |;}
{\displaystyle \int _{l}f_{y}(x,y,z)dy=\int _{l}f_{y}(x,y,z)\cos \angle ({\vec {j}},{\vec {\tau }})|\mathbf {dr} |;}
{\displaystyle \int _{l}f_{z}(x,y,z)dz=\int _{l}f_{z}(x,y,z)\cos \angle ({\vec {k}},{\vec {\tau }})|\mathbf {dr} |.}

## Механические приложения
- Работа A по перемещению материальной точки вдоль направленной кривой l под воздействием силы F представляет собой

{\displaystyle A=\int _{l}\mathbf {F\cdot dr} .}
- Масса m криволинейного (бесконечно тонкого) тела l, линейная плотность которого вдоль кривой l равна μ(r), выражается интегралом

{\displaystyle m=\int _{l}\mathbf {\mu (r)|dr|} .}
- Центр масс (центра тяжести) криволинейного тела l с линейной плотностью μ(r) выражается через радиус-вектор rc как

{\displaystyle \mathbf {r} _{c}={\frac {1}{m}}\int _{l}\mu (\mathbf {r} )\mathbf {r|dr|} ,}где m — масса кривой l.
- Моменты инерции кривой l при её вращении вокруг координатных осей в 3-мерном пространстве:

{\displaystyle I_{x}=\int _{l}(y^{2}+z^{2})\mu \mathbf {(r)|dr|} ,}
{\displaystyle I_{y}=\int _{l}(z^{2}+x^{2})\mu \mathbf {(r)|dr|} ,}
{\displaystyle I_{z}=\int _{l}(x^{2}+y^{2})\mu \mathbf {(r)|dr|} .}
- Сила притяжения точечной массы m0 в начале координат с криволинейным телом l равна

{\displaystyle \mathbf {F} =\gamma m_{0}\int _{l}{\frac {\mu (\mathbf {r} )}{r^{3}}}|\mathbf {dr} |,}
где μ(r) — линейная плотность кривой l, γ — гравитационная постоянная.